# Memecylon ovatum
Memecylon ovatum är en tvåhjärtbladig växtart som beskrevs av James Edward Smith. Memecylon ovatum ingår i släktet Memecylon och familjen Melastomataceae. Inga underarter finns listade i Catalogue of Life.